# Tadeusz Józef Rodak
Tadeusz Józef Rodak pseudonim „Roland” (ur. 2 stycznia 1921 w Warszawie, zm. 18 maja 2015) – polski żołnierz podziemia niepodległościowego w czasie II wojny światowej w ramach Armii Krajowej, uczestnik powstania warszawskiego.

## Życiorys
W czasie II wojny światowej brał udział w powstaniu warszawskim jako kapral z cezusem 16 plutonu II batalionu 7 pułku piechoty „Garłuch” VIII Samodzielnego Rejonu Okęcie AK. Po zakończeniu II wojny światowej uczęszczał do Oficerskiej Szkoły Lotnictwa, gdzie uzyskał stopień porucznika Ludowego Wojska Polskiego, a następnie był pracownikiem zarządu zaopatrzenia przy Ministerstwie Budownictwa w latach 1946-1980. Zmarł 18 maja 2015 roku. Został pochowany na cmentarzu Bródnowskim Warszawie.

## Wybrane odznaczenia
- Krzyż Kawalerski Orderu Odrodzenia Polski[2]
- Krzyż z Mieczami Orderu Krzyża Niepodległości[4]
- Złoty Krzyż Zasługi[2]
- Krzyż Partyzancki[2]
- Warszawski Krzyż Powstańczy[2]
- Złota odznaka honorowa „Za Zasługi dla warszawy”[2]